# Junggok (metropolitana di Seul)
Junggok (중곡역 - 中谷驛, Junggok-yeok ) è una stazione della metropolitana di Seul servita dalla linea 7 della metropolitana di Seul. Si trova nel quartiere di Gwangjin-gu, a est rispetto al centro della città.

## Linee
● Linea 7 (Codice: 724)

## Struttura
La stazione è sotterranea, e possiede due banchine laterali e due binari passanti con porte di banchina a piena altezza. In totale le uscite in superficie sono 3.
| Direzione Jangam            | ● Linea 7 | per Sangbong, Nowon e Jangam                                   |
| Direzione Bupyeong-gucheong | ● Linea 7 | per Gunja, Express Bus Terminal, Isu, Onsu e Bupyeong-gucheong |

## Stazioni adiacenti
| «         | Servizio | »       |
| Linea 7   | Linea 7  | Linea 7 |
| --------- | -------- | ------- |
| Yongmasan | -        | Gunja   |